# أنطون فورسبرغ
أنطون فورسبرغ (بالسويدية: Anton Forsberg) هو لاعب هوكي الجليد سويدي، ولد في 27 نوفمبر 1992 في هارنوساند في السويد.

## وصلات خارجية
- أنطون فورسبرغ على موقع دوري الهوكي الوطني (الإنجليزية)
- أنطون فورسبرغ على موقع EliteProspects.com (الإنجليزية)
- أنطون فورسبرغ على موقع Eurohockey.com (الإنجليزية)
- أنطون فورسبرغ على موقع HockeyDB.com (الإنجليزية)
- أنطون فورسبرغ على موقع Hockey-Reference.com (الإنجليزية)